# Elecciones al Parlamento de Galicia de 1985
Las elecciones al Parlamento de Galicia de 1985 se celebraron el domingo 24 de noviembre de ese año, con el fin de elegir a los 71 diputados de la segunda legislatura del Parlamento de Galicia.
Con un censo de 2.226.449 electores, los votantes fueron 1.277.897 (57,4%) y 948.552 las abstenciones (41,9%). Se contabilizaron 8.627 (0,7%) votos en blanco. Coalición Popular ganó por mayoría relativa, y consiguió mantener de presidente de la Junta de Galicia a Gerardo Fernández Albor gracias a la abstención de Coalición Galega, lo que provocaría una escisión de 5 diputados en este partido encabezados por Pablo González Mariñas que pasaron al Grupo Mixto. En septiembre de 1986 ese grupo de diputados crean el Partido Nacionalista Gallego. También ese año, el PDP, y en 1987 el PL, abandonan CP pero permanecen el Grupo Popular.
En octubre de 1986 Xosé Luis Barreiro es destituido como Vicepresidente de la Junta y expulsado de AP, formando junto con otros 4 diputados de ésta su propio grupo político, Unión Democrática Galega (UDG), que el junio de 1987 se integró en Coalición Galega. En julio de ese año un diputado de CG dimite y su sustituto se inscribe en el Grupo Popular.
Como resultado de este cambio de correlación de fuerzas, en noviembre de 1987 se aprobó una moción de censura que permitió la investidura como presidente de la Junta de Fernando González Laxe (PSdeG-PSOE), con el apoyo de PSdG, CG-UDG, PNG y PSG-EG, el voto en contra de AP y la abstención de BNG.
En 1988 el PNG y el Partido Galeguista Nacionalista se fusionan para dar el Partido Nacionalista Galego-Partido Galeguista (PNG-PG), y en febrero de ese mismo año el líder del PDP Alejandrino Fernández se pasa del Grupo Popular al de Coalición Galega. Finalmente, entre 1988 y 1989, dos dipuatdos del PSdG y dos del PNG-PN se pasan al Grupo Mixto.

## Contexto histórico
Durante las elecciones autonómicas de 20 de octubre de 1981, la Alianza Popular (AP), encabezada por Gerardo Fernández Albor, se impuso a la Unión de Centro Democrático (UCD) que encabeza José Quiroga, presidente provisional de la Junta de Galicia .
Los dos partidos habían llegado a un acuerdo, permitiendo la elección de Albor como presidente de la Junta y Antonio Rosón, de la UCD, como presidente del Parlamento . Los demás partidos, entre los que destaca el Partido dos Socialistas de Galicia-PSOE (PSdeG-PSOE), se habían conformado con menos de un tercio de los escaños.
A pesar de una debilidad parlamentaria real, con solo 26 elegidos de 71, Albor logró mantenerse en el poder durante toda la legislatura, ofreciendo responsabilidades a los disidentes de la UCD, muy numerosos hasta la desaparición definitiva de este partido en febrero de 1983.

## Sistema electoral
El Parlamento de Galicia es el poder legislativo descentralizado y unicameral de la comunidad autónoma de Galicia, con poder legislativo en materia autonómica tal como lo define la Constitución española de 1978 y el Estatuto de Autonomía, así como la facultad de depositar confianza a un presidente o retirársela.
La votación se efectuó por sufragio universal, que comprendió a todos las personas mayores de dieciocho años, empadronados en Galicia y en pleno goce de sus derechos políticos. Los 71 parlamentarios de Galicia fueron elegidos por el método D'Hondt mediante representación proporcional de listas cerradas, con un umbral electoral del tres por ciento de los votos válidos, incluyendo boletas en blanco. Los partidos que no alcanzaron el umbral no fueron tomadas en consideración para la distribución de escaños. Se asignaron 71 escaños a 4 circunscripciones, correspondientes a las provincias de La Coruña, Lugo, Orense y Pontevedra, asignándose a cada uno un número fijo de escaños: 22 para La Coruña, 15 para Lugo, 15 para Orense y 19 para Pontevedra.
La ley electoral permitió que los partidos, federaciones, coaliciones y agrupaciones de electores inscritos en el Ministerio del Interior, presentaran listas de candidatos. Los partidos y federaciones que pretendieran formar una coalición antes de una elección debían informar a la Comisión Electoral correspondiente dentro de los diez días posteriores a la convocatoria electoral, mientras que las agrupaciones de electores debían obtener la firma de al menos el uno por ciento del electorado en las circunscripciones para las cuales buscaron elecciones, impidiendo a los electores firmar por más de una lista de candidatos.

## Fecha de elección
El mandato del Parlamento de Galicia expiró cuatro años después de la fecha de su anterior elección. El decreto electoral debía ser emitido a más tardar el vigésimo quinto día anterior a la fecha de expiración del parlamento y publicado al día siguiente en el Diario Oficial de Galicia (DOGA), teniendo lugar la jornada electoral entre el día cincuenta y cuatro y el sesenta después de la publicación. La elección anterior se celebró el 20 de octubre de 1981, lo que significaba que el mandato de la legislatura habría expirado el 20 de octubre de 1985. El decreto electoral debía publicarse en el DOG a más tardar el 26 de septiembre de 1985, teniendo lugar las elecciones hasta el sexagésimo día a partir de la publicación, lo que fija la última fecha posible para las elecciones el lunes 25 de noviembre de 1985.
El Parlamento de Galicia no podría ser disuelto antes de la fecha de expiración salvo en caso de que un proceso de investidura no eligiera presidente regional en un plazo de dos meses desde la primera votación. En tal caso, el Parlamento se disolvería automáticamente y se convocarían elecciones anticipadas.

## Principales partidos y líderes
| Partido                                   | Ideología                                                           | Líder                                            | Resultado en 1981              |
| ----------------------------------------- | ------------------------------------------------------------------- | ------------------------------------------------ | ------------------------------ |
| Coalición Popular                         | Derecha Conservadurismo, liberalismo, democracia cristiana          | Gerardo Fernández Albor (Presidente de la Junta) | 30,5 % de los votos 26 escaños |
| Partido dos Socialistas de Galicia-PSOE   | Centro izquierda Social-democracia, progresismo                     | Fernando González Laxe                           | 19,6 % de los votos 16 escaños |
| Coalición Galega                          | Centro Nacionalismo gallego                                         | Pablo González Mariñas                           | Inexistente                    |
| Partido Socialista Galego-Esquerda Galega | Izquierda Nacionalismo gallego                                      | Camilo Nogueira Román                            | 3,4 % de los votos 1 escaños   |
| Bloque Nacionalista Galego                | Izquierda Nacionalismo gallego, Independentismo gallego, Socialismo | Xosé Manuel Beiras                               | 6,3 % de los votos 3 escaños   |
| Partido Comunista de Galicia              | Izquierda Comunismo                                                 | Julio Pérez de la Fuente                         | 2,9 % de los votos 1 escaño    |
| Centro Democrático y Social               | Centro Progresismo, Socioliberalismo                                |                                                  | Inexistente                    |

## Encuestas de opinión
La siguiente tabla enumera las estimaciones de la intención de voto en orden cronológico inverso, mostrando las más recientes primero y utilizando las fechas en las que se realizó el trabajo de campo de la encuesta, en lugar de la fecha de publicación. Cuando se desconocen las fechas del trabajo de campo, en su lugar se proporciona la fecha de publicación. La cifra porcentual más alta en cada encuesta electoral se muestra con su fondo sombreado con el color del partido líder. Si se produce un empate, se aplica a las cifras con los porcentajes más altos. La columna a la derecha muestra la diferencia de puntos porcentuales entre las partes con los porcentajes más altos en una encuesta determinada. Cuando están disponibles, las proyecciones de asientos también se muestran debajo de las estimaciones de votación en una fuente más pequeña. Se requerían 36 escaños para la mayoría absoluta en el Parlamento de Galicia.
| Empresa encuestadora                                                                      | Fecha                       | Tamaño de la muestra | Participación | AP      | UCD     | PSdG–PSOE  |         | PSG–EG  | PCG   | CDS     | AP–PDP–PL–CdG |         | Diferencia |  |  |  |  |
| ----------------------------------------------------------------------------------------- | --------------------------- | -------------------- | ------------- | ------- | ------- | ---------- | ------- | ------- | ----- | ------- | ------------- | ------- | ---------- |  |  |  |  |
| Empresa encuestadora                                                                      | Fecha                       | Tamaño de la muestra | Participación |         |         |            |         |         |       |         |               |         |            |  |  |  |  |
| Resultados elecciones autonómicas 1985                                                    | 24 de noviembre de 1985     |                      | 57.4          | [ 2 ]   | –       | 28.7 22    | 4.2 1   | 5.7 3   | 0.8 0 | 3.3 0   | 40.9 34       | 12.9 11 | 12.2       |  |  |  |  |
|                                                                                           |                             |                      |               |         |         |            |         |         |       |         |               |         |            |  |  |  |  |
| Alef/El País                                                                              | 13–14 de noviembre de 1985  | 1,200                | ?             | [ 2 ]   | –       | 30.6 23/25 | 6.1 2/3 | 4.9 2   | 1.0 0 | 7.5 4   | 40.0 32/34    | 8.1 5/6 | 9.4        |  |  |  |  |
| Aresco/ABC                                                                                | 4–8 de noviembre de 1985    | 1,050                | ?             | [ 2 ]   | –       | 28.8 21/25 | 4.2 0/2 | 4.9 0/3 | 2.0 0 | 6.6 2/5 | 41.3 35/40    | 7.1 3/7 | 12.5       |  |  |  |  |
| Alef/El País                                                                              | 23–25 de octubre de 1985    | 1,000                | 64.7          | [ 2 ]   | –       | 31.9 23/27 | 6.0 3   | –       | 2.0 2 | 7.3 3/4 | 40.0 32/36    | 7.3 4/5 | 8.1        |  |  |  |  |
| Sofemasa/CEOE                                                                             | 24 Jun–7 de julio de 1985   | 1,865                | ?             | [ 2 ]   | –       | 31.9 27    | 2.9 0   | 3.5 2   | 1.0 0 | 3.5 1   | 45.1 38       | 5.9 3   | 13.2       |  |  |  |  |
| Typol/AP                                                                                  | 18 Sep–9 de octubre de 1984 | 2,003                | 65.5          | [ 2 ]   | –       | 33.5 26/28 | 6.2 1/3 | 3.5 1/2 | 2.7 0 | 3.7 1   | 38.9 30/34    | 9.2 6/8 | 5.4        |  |  |  |  |
| Elecciones Municipales 1983                                                               | 8 de mayo de 1983           |                      | 56.8          | [ 2 ]   | –       | 27.5       | 4.1     | 1.6*    | 3.1   | 1.0     | 35.6          | 13.9**  | 8.1        |  |  |  |  |
| Elecciones generales de 1982                                                              | 28 de octubre de 1982       |                      | 63.7          | 37.6 31 | 17.7 15 | 32.8 25    | 3.0 0   | 1.7* 0  | 1.5 0 | 2.6 0   | –             | –       | 4.8        |  |  |  |  |
|                                                                                           |                             |                      |               |         |         |            |         |         |       |         |               |         |            |  |  |  |  |
| Elecciones Autonómicas 1981                                                               | 20 de octubre de 1981       |                      | 46.3          | 30.5 26 | 27.8 24 | 19.6 16    | 6.3 3   | 3.4* 1  | 2.9 1 | –       | –             | –       | 2.7        |  |  |  |  |
|                                                                                           |                             |                      |               |         |         |            |         |         |       |         |               |         |            |  |  |  |  |
| (*) Resultados de Esquerda Galega. (**) Resultados de Partido Galegista–Coalición Galega. |                             |                      |               |         |         |            |         |         |       |         |               |         |            |  |  |  |  |

## Resultados
| ← Elecciones al Parlamento de Galicia de 1985 → |                                                                    |                          |         |      |         |      |
| Presidente y gobierno | Partido                                                            | Candidato                | Votos   | %    | Escaños | +/-  |
| - Presidente: Gerardo Fernández Albor (1985-noviembre de 1987) Fernando González Laxe (noviembre de 1987-1989) - Gobierno: CP (1985-noviembre de 1987) PSdG-PNG-CG (noviembre de 1987-1989) - Censo: 2.226.449 - Votantes: 1.277.897 (57,4%) - Abstención: 948.552 (42,6%) - Válidos: 1.262.564 - A candidatura: 1.253.937 (99,3%) - Escaños: 71 | Coalición Popular de Galicia (AP-PDP-PL-CdG)                       | Gerardo Fernández Albor  | 516.218 | 40,4 | 34a     | +8   |
| - Presidente: Gerardo Fernández Albor (1985-noviembre de 1987) Fernando González Laxe (noviembre de 1987-1989) - Gobierno: CP (1985-noviembre de 1987) PSdG-PNG-CG (noviembre de 1987-1989) - Censo: 2.226.449 - Votantes: 1.277.897 (57,4%) - Abstención: 948.552 (42,6%) - Válidos: 1.262.564 - A candidatura: 1.253.937 (99,3%) - Escaños: 71 | Partido dos Socialistas de Galicia-PSOE (PSG-PSOE)                 | Fernando González Laxe   | 361.948 | 28,3 | 22      | +6   |
| - Presidente: Gerardo Fernández Albor (1985-noviembre de 1987) Fernando González Laxe (noviembre de 1987-1989) - Gobierno: CP (1985-noviembre de 1987) PSdG-PNG-CG (noviembre de 1987-1989) - Censo: 2.226.449 - Votantes: 1.277.897 (57,4%) - Abstención: 948.552 (42,6%) - Válidos: 1.262.564 - A candidatura: 1.253.937 (99,3%) - Escaños: 71 | Coalición Galega (CG)                                              | Pablo González Mariñas   | 165.425 | 12,8 | 11      | +11  |
| - Presidente: Gerardo Fernández Albor (1985-noviembre de 1987) Fernando González Laxe (noviembre de 1987-1989) - Gobierno: CP (1985-noviembre de 1987) PSdG-PNG-CG (noviembre de 1987-1989) - Censo: 2.226.449 - Votantes: 1.277.897 (57,4%) - Abstención: 948.552 (42,6%) - Válidos: 1.262.564 - A candidatura: 1.253.937 (99,3%) - Escaños: 71 | Partido Socialista Galego-Esquerda Galega (PSG-EG)                 | Camilo Nogueira Román    | 71.599  | 5,75 | 3       | +1 b |
| - Presidente: Gerardo Fernández Albor (1985-noviembre de 1987) Fernando González Laxe (noviembre de 1987-1989) - Gobierno: CP (1985-noviembre de 1987) PSdG-PNG-CG (noviembre de 1987-1989) - Censo: 2.226.449 - Votantes: 1.277.897 (57,4%) - Abstención: 948.552 (42,6%) - Válidos: 1.262.564 - A candidatura: 1.253.937 (99,3%) - Escaños: 71 | Bloque Nacionalista Galego (BNG)                                   | Xosé Manuel Beiras       | 53.972  | 4,23 | 1       | -1 c |
| - Presidente: Gerardo Fernández Albor (1985-noviembre de 1987) Fernando González Laxe (noviembre de 1987-1989) - Gobierno: CP (1985-noviembre de 1987) PSdG-PNG-CG (noviembre de 1987-1989) - Censo: 2.226.449 - Votantes: 1.277.897 (57,4%) - Abstención: 948.552 (42,6%) - Válidos: 1.262.564 - A candidatura: 1.253.937 (99,3%) - Escaños: 71 | Centro Democrático y Social (CDS)                                  |                          | 41.411  | 3,30 | 0       |      |
| - Presidente: Gerardo Fernández Albor (1985-noviembre de 1987) Fernando González Laxe (noviembre de 1987-1989) - Gobierno: CP (1985-noviembre de 1987) PSdG-PNG-CG (noviembre de 1987-1989) - Censo: 2.226.449 - Votantes: 1.277.897 (57,4%) - Abstención: 948.552 (42,6%) - Válidos: 1.262.564 - A candidatura: 1.253.937 (99,3%) - Escaños: 71 | Partido Comunista de Galicia (PCG-PCE)                             | Julio Pérez de la Fuente | 10.625  | 0,85 | 0       | -1   |
| - Presidente: Gerardo Fernández Albor (1985-noviembre de 1987) Fernando González Laxe (noviembre de 1987-1989) - Gobierno: CP (1985-noviembre de 1987) PSdG-PNG-CG (noviembre de 1987-1989) - Censo: 2.226.449 - Votantes: 1.277.897 (57,4%) - Abstención: 948.552 (42,6%) - Válidos: 1.262.564 - A candidatura: 1.253.937 (99,3%) - Escaños: 71 | Partido Socialista dos Traballadores (PST)                         |                          | 9.689   | 0,77 | 0       |      |
| - Presidente: Gerardo Fernández Albor (1985-noviembre de 1987) Fernando González Laxe (noviembre de 1987-1989) - Gobierno: CP (1985-noviembre de 1987) PSdG-PNG-CG (noviembre de 1987-1989) - Censo: 2.226.449 - Votantes: 1.277.897 (57,4%) - Abstención: 948.552 (42,6%) - Válidos: 1.262.564 - A candidatura: 1.253.937 (99,3%) - Escaños: 71 | Partido Comunista de Galicia (Marxista-Revolucionario) (PCG (m-r)) |                          | 8.318   | 0,66 | 0       |      |
| - Presidente: Gerardo Fernández Albor (1985-noviembre de 1987) Fernando González Laxe (noviembre de 1987-1989) - Gobierno: CP (1985-noviembre de 1987) PSdG-PNG-CG (noviembre de 1987-1989) - Censo: 2.226.449 - Votantes: 1.277.897 (57,4%) - Abstención: 948.552 (42,6%) - Válidos: 1.262.564 - A candidatura: 1.253.937 (99,3%) - Escaños: 71 | Plataforma Humanista (PH)                                          |                          | 7.280   | 0,58 | 0       |      |
| - Presidente: Gerardo Fernández Albor (1985-noviembre de 1987) Fernando González Laxe (noviembre de 1987-1989) - Gobierno: CP (1985-noviembre de 1987) PSdG-PNG-CG (noviembre de 1987-1989) - Censo: 2.226.449 - Votantes: 1.277.897 (57,4%) - Abstención: 948.552 (42,6%) - Válidos: 1.262.564 - A candidatura: 1.253.937 (99,3%) - Escaños: 71 | Partido Galego do Campo (PGC)                                      |                          | 3.172   | 0,25 | 0       |      |
| - Presidente: Gerardo Fernández Albor (1985-noviembre de 1987) Fernando González Laxe (noviembre de 1987-1989) - Gobierno: CP (1985-noviembre de 1987) PSdG-PNG-CG (noviembre de 1987-1989) - Censo: 2.226.449 - Votantes: 1.277.897 (57,4%) - Abstención: 948.552 (42,6%) - Válidos: 1.262.564 - A candidatura: 1.253.937 (99,3%) - Escaños: 71 | Falange Española de las JONS (FE JONS)                             |                          | 2.922   | 0,23 | 0       |      |
| - Presidente: Gerardo Fernández Albor (1985-noviembre de 1987) Fernando González Laxe (noviembre de 1987-1989) - Gobierno: CP (1985-noviembre de 1987) PSdG-PNG-CG (noviembre de 1987-1989) - Censo: 2.226.449 - Votantes: 1.277.897 (57,4%) - Abstención: 948.552 (42,6%) - Válidos: 1.262.564 - A candidatura: 1.253.937 (99,3%) - Escaños: 71 | Partido Comunista de España (m-l) (PCE (m-l))                      |                          | 1.554   | 0,12 | 0       |      |
| - Presidente: Gerardo Fernández Albor (1985-noviembre de 1987) Fernando González Laxe (noviembre de 1987-1989) - Gobierno: CP (1985-noviembre de 1987) PSdG-PNG-CG (noviembre de 1987-1989) - Censo: 2.226.449 - Votantes: 1.277.897 (57,4%) - Abstención: 948.552 (42,6%) - Válidos: 1.262.564 - A candidatura: 1.253.937 (99,3%) - Escaños: 71 | Unidade Socialista Galega (USG)                                    |                          | 1.379   | 0,11 | 0       |      |
| - Presidente: Gerardo Fernández Albor (1985-noviembre de 1987) Fernando González Laxe (noviembre de 1987-1989) - Gobierno: CP (1985-noviembre de 1987) PSdG-PNG-CG (noviembre de 1987-1989) - Censo: 2.226.449 - Votantes: 1.277.897 (57,4%) - Abstención: 948.552 (42,6%) - Válidos: 1.262.564 - A candidatura: 1.253.937 (99,3%) - Escaños: 71 | Movimiento Comunista de Galicia (MCG)                              |                          | 1.327   | 0,11 | 0       |      |
| - Presidente: Gerardo Fernández Albor (1985-noviembre de 1987) Fernando González Laxe (noviembre de 1987-1989) - Gobierno: CP (1985-noviembre de 1987) PSdG-PNG-CG (noviembre de 1987-1989) - Censo: 2.226.449 - Votantes: 1.277.897 (57,4%) - Abstención: 948.552 (42,6%) - Válidos: 1.262.564 - A candidatura: 1.253.937 (99,3%) - Escaños: 71 | Unión de Centro Democrático (UCD)                                  |                          | N/A     | N/A  | 0       | -24  |
| - Presidente: Gerardo Fernández Albor (1985-noviembre de 1987) Fernando González Laxe (noviembre de 1987-1989) - Gobierno: CP (1985-noviembre de 1987) PSdG-PNG-CG (noviembre de 1987-1989) - Censo: 2.226.449 - Votantes: 1.277.897 (57,4%) - Abstención: 948.552 (42,6%) - Válidos: 1.262.564 - A candidatura: 1.253.937 (99,3%) - Escaños: 71 | En blanco                                                          |                          | 8.627   | 0,70 | N/A     | N/A  |
| - Presidente: Gerardo Fernández Albor (1985-noviembre de 1987) Fernando González Laxe (noviembre de 1987-1989) - Gobierno: CP (1985-noviembre de 1987) PSdG-PNG-CG (noviembre de 1987-1989) - Censo: 2.226.449 - Votantes: 1.277.897 (57,4%) - Abstención: 948.552 (42,6%) - Válidos: 1.262.564 - A candidatura: 1.253.937 (99,3%) - Escaños: 71 | Nulos                                                              |                          | 15.333  | 1,2  | N/A     | N/A  |

a De ellos 20 de AP, 7 del PDP, 4 delPL, 2 de CdG y 1 independiente.

b Respecto al PSG y EG por separado en 1981.

c Respeto a los diputados de UPG en 1981

### Resultados provincia de La Coruña
- Censo: 862.564
  - Votantes: 509.688
  - Abstenciones: 352.876
    - Votos en blanco: 3.776
    - Votos nulos: 8.051

| Partido                                                            | Votos   | %    | Escaños | +/- |
| ------------------------------------------------------------------ | ------- | ---- | ------- | --- |
| Coalición Popular de Galicia (AP-PDP-PL-CdG)                       | 190.356 | 38,2 | 10      | +1  |
| Partido dos Socialistas de Galicia-PSOE (PSG-PSOE)                 | 162.247 | 32,6 | 8       | +2  |
| Coalición Galega (CG)                                              | 49.800  | 10,0 | 2       | +2  |
| Partido Socialista Galego-Esquerda Galega (PSG-EG)                 | 28.473  | 5,7  | 1       | +1  |
| Bloque Nacionalista Galego (BNG)                                   | 25.970  | 5,2  | 1       | =   |
| Centro Democrático y Social (CDS)                                  | 16.981  | 3,4  | 0       |     |
| Partido Comunista de Galicia (PCG-PCE)                             | 5.072   | 1,02 | 0       | -1  |
| Partido Socialista dos Traballadores (PST)                         | 5.031   | 1,01 | 0       |     |
| Partido Comunista de Galicia (Marxista-Revolucionario) (PCG (m-r)) | 4.185   | 0,84 | 0       |     |
| Plataforma Humanista (PH)                                          | 3.145   | 0,63 | 0       |     |
| Partido Galego do Campo (PGC)                                      | 2.528   | 0,5  | 0       |     |
| Unidade Socialista Galega (USG)                                    | 1.379   | 0,3  | 0       |     |
| Falange Española de las JONS (FE JONS)                             | 1.185   | 0,25 | 0       |     |
| Partido Comunista de España (m-l) (PCE (m-l))                      | 799     | 0,15 | 0       |     |
| Movimiento Comunista de Galicia (MCG)                              | 710     | 0,15 | 0       |     |
| Unión de Centro Democrático (UCD)                                  | N/A     | N/A  | 0       | -5  |

### Resultados provincia de Lugo
- Censo: 339.409
  - Votantes: 193.344
  - Abstenciones: 146.065
    - Votos en blanco: 1.231
    - Votos nulos: 1.943

| Partido                                                            | Votos  | %     | Escaños | +/- |
| ------------------------------------------------------------------ | ------ | ----- | ------- | --- |
| Coalición Popular de Galicia (AP-PDP-PL-CdG)                       | 85.904 | 45,2  | 8       | +3  |
| Partido dos Socialistas de Galicia-PSOE (PSG-PSOE)                 | 46.627 | 24,5  | 4       | +1  |
| Coalición Galega (CG)                                              | 39.080 | 20,55 | 3       | +3  |
| Bloque Nacionalista Galego (BNG)                                   | 6.260  | 3,3   | 0       | -1  |
| Centro Democrático y Social (CDS)                                  | 4.742  | 2,5   | 0       |     |
| Partido Socialista Galego-Esquerda Galega (PSG-EG)                 | 3.826  | 2,01  | 0       |     |
| Partido Comunista de Galicia (PCG-PCE)                             | 1.182  | 0,62  | 0       |     |
| Partido Comunista de Galicia (Marxista-Revolucionario) (PCG (m-r)) | 760    | 0,4   | 0       |     |
| Plataforma Humanista (PH)                                          | 720    | 0,4   | 0       |     |
| Partido Galego do Campo (PGC)                                      | 644    | 0,34  | 0       |     |
| Falange Española de las JONS (FE JONS)                             | 226    | 0,12  | 0       |     |
| Partido Comunista de España (m-l) (PCE (m-l))                      | 199    | 0,1   | 0       |     |
| Unión de Centro Democrático (UCD)                                  | N/A    | N/A   | 0       | -6  |

### Resultados provincia de Orense
- Censo: 345.650
  - Votantes: 173.648
  - Abstenciones: 172.002
    - Votos en blanco: 924
    - Votos nulos: 1.831

| Partido                                                            | Votos  | %     | Escaños | +/- |
| ------------------------------------------------------------------ | ------ | ----- | ------- | --- |
| Coalición Popular de Galicia (AP-PDP-PL-CdG)                       | 68.945 | 40,34 | 7       | +2  |
| Partido dos Socialistas de Galicia-PSOE (PSG-PSOE)                 | 44.075 | 25,8  | 4       | +1  |
| Coalición Galega (CG)                                              | 39.186 | 20,93 | 4       | +4  |
| Bloque Nacionalista Galego (BNG)                                   | 5.210  | 3,05  | 0       |     |
| Partido Socialista Galego-Esquerda Galega (PSG-EG)                 | 5.080  | 2,97  | 0       |     |
| Centro Democrático y Social (CDS)                                  | 4.973  | 2,91  | 0       |     |
| Partido Socialista dos Traballadores (PST)                         | 995    | 0,58  | 0       |     |
| Partido Comunista de Galicia (PCG-PCE)                             | 861    | 0,5   | 0       |     |
| Plataforma Humanista (PH)                                          | 592    | 0,35  | 0       |     |
| Partido Comunista de Galicia (Marxista-Revolucionario) (PCG (m-r)) | 471    | 0,28  | 0       |     |
| Falange Española de las JONS (FE JONS)                             | 226    | 0,12  | 0       |     |
| Partido Comunista de España (m-l) (PCE (m-l))                      | 344    | 0,2   | 0       |     |
| Movimiento Comunista de Galicia (MCG)                              | 161    | 0,1   | 0       |     |
| Unión de Centro Democrático (UCD)                                  | N/A    | N/A   | 0       | -7  |

### Resultados provincia de Pontevedra
- Censo: 678.826
  - Votantes: 401.217
  - Abstenciones: 277.609
    - Votos en blanco: 2.696
    - Votos nulos: 3.508

| Partido                                                            | Votos   | %    | Escaños | +/- |
| ------------------------------------------------------------------ | ------- | ---- | ------- | --- |
| Coalición Popular de Galicia (AP-PDP-PL-CdG)                       | 171.013 | 43,3 | 9       | +2  |
| Partido dos Socialistas de Galicia-PSOE (PSG-PSOE)                 | 108.997 | 27,6 | 6       | +2  |
| Coalición Galega (CG)                                              | 35.359  | 8,95 | 2       | +2  |
| Partido Socialista Galego-Esquerda Galega (PSG-EG)                 | 34.220  | 8,66 | 2       | +1  |
| Bloque Nacionalista Galego (BNG)                                   | 15.632  | 3,96 | 0       | -1  |
| Centro Democrático y Social (CDS)                                  | 14.715  | 3,73 | 0       |     |
| Partido Socialista dos Traballadores (PST)                         | 3.663   | 0,93 | 0       |     |
| Partido Comunista de Galicia (PCG-PCE)                             | 3.510   | 0,89 | 0       |     |
| Partido Comunista de Galicia (Marxista-Revolucionario) (PCG (m-r)) | 2.902   | 0,73 | 0       |     |
| Plataforma Humanista (PH)                                          | 2.823   | 0,71 | 0       |     |
| Falange Española de las JONS (FE JONS)                             | 1.167   | 0,3  | 0       |     |
| Partido Comunista de España (m-l) (PCE (m-l))                      | 556     | 0,14 | 0       |     |
| Movimiento Comunista de Galicia (MCG)                              | 456     | 0,12 | 0       |     |
| Unión de Centro Democrático (UCD)                                  | N/A     | N/A  | 0       | -6  |

## Análisis de los Resultados
Con un puntaje de diez puntos superior, la Alianza Popular apenas superó el 40%, aprovechando al máximo la desaparición de la Unión de Centro Democrático. La ahora segunda fuerza política de la comunidad autónoma, el Partido dos Socialistas de Galicia-PSOE avanza con fuerza y se acerca al 30% de los votos emitidos, dejando muy atrás a Coalición Galega (CG), fuerza regionalista de reciente creación, que firma un entrada clara en el Parlamento de Galicia y controla dos tercios de la representación de las fuerzas del nacionalismo gallego, integrado también por el Bloque Nacionalista Gallego que también entra a la asamblea regional, mientras que Esquerda Galega y el Partido Socialista Galego, ahora unidos, aumentan ligeramente su representación.

## Diputados electos

### PorCoalición Popular
- Xerardo Fernández Albor. Baja el 10-7-1989. Sustituido por Ángel Ramón Mesa Torreiro.
- Xosé Luís Barreiro Rivas
- Antonio Rosón Pérez. Baja el 24-4-1986. Sustituido por Nazario Pin Fernández.
- Tomás Pérez Vidal
- José Luis Alonso Riego
- José Ramón Cociña García
- Luis Cordeiro Rodríguez
- Juan Manuel Corral Pérez
- Ramón Díaz del Río Jáudenes. Baja el 14-7-1987. Sustituido por Manuel Andrés García Picher.
- Pablo Egerique Martínez
- Alejandrino Fernández Barreiro
- José Antonio Franco Cerdeira
- José Antonio Gago Lorenzo
- Fernando Garrido Valenzuela
- Jesús Gayoso Rey. Baja el 19-2-1987. Sustituido por José Luís Castro Agrasar.
- Emma Rosa González Bermello
- Fernando González Suárez
- José María Hernández Cochón
- Manuel Iglesias Corral. Baja el 8-9-1989. Substituido por Jesús María Fernández Rosende.
- José Miñones Trillo
- Aurelio Domingo Miras Portugal
- Manuel Núñez Carreira
- Juan Manuel Páramo Neira
- Fernando Alfredo Pensado Barbeira
- Ricardo Pérez Queiruga. Baja el 14-7-1987. Substituido por Gerardo Conde Roa.
- Fernando Carlos Rodríguez Pérez
- Antonio Sangiao Pumar
- Francisco Javier Suárez-Vence Santiso
- Eladio Tesouro Romero
- José Luis Ramón Torres Colomer
- Rafael Valcarce Baiget
- Víctor Manuel Vázquez Portomeñe
- Ramón de Vicente Vázquez
- Constantino Vila López
- Manuel Ángel Villanueva Cendón

### Por elPSdeG-PSOE
- Fernando Ignacio González Laxe
- Gonzalo Adrio Barreiro
- Miguel Barros Puente
- Ramón Félix Blanco Gómez
- Manuel Blanco Suárez
- Antonio Martín Ramón Campos Romay
- Antonio Carro Fernández-Valmayor
- Alfredo Conde Cid
- Manuel Couce Pereiro. Baja 12-9-1989. Sustituido por José Luís Suárez Cotelo.
- Manuel Ceferino Díaz Díaz
- Antonio Edelmiro Gato Soengas
- José Giráldez Maneiro
- Francisco González Amadiós
- Fernando Martínez González
- Jesús Mosquera Sueiro. Baja 2-12-1988. Sustituido por Rosa Gómez Limia.
- José Federico Nogueira Fernández
- Xulio Xosé Pardellas de Blas
- Antolín Sánchez Presedo
- Pablo Ángel Sande García. Baja 2-5-1989. Sustituido por José Moas Pazos.
- José Javier Suances Pereiro
- Manuel Guillermo Varela Flores. Baja 7-7-1986. Sustituido por Ismael Rego González.
- Manuel Veiga Pombo. Baja 14-12-1987. Sustituido por Alfredo Atrio García.

### PorCoalición Galega
- Pablo González Mariñas
- Senén Bernárdez Álvarez. Baja 7-7-1986. Sustituido por Emilio González Afonso.
- José Carlos Mella Villar
- Antonio Olives Quintás
- Santos Oujo Bello
- Pablo Padín Sánchez
- Xosé Henrique Rodríguez Peña
- José Romero Becerra
- Cándido Sánchez Castiñeiras
- Celestino Torres Rodríguez. Baja 14-7-1987. Sustituido por Ildefonso Piñeiro Mouriño.

### Por elPartido Socialista Galego-Esquerda Galega
- Camilo Nogueira Román
- Antonio Martínez Aneiros
- Ángel Fernando Martínez Randulfe

### Por elBNG
- Xosé Manuel Beiras Torrado

## Investidura del Presidente de la Junta de Galicia
En enero de 1986, Albor se postuló para la presidencia de la Junta, pero perdió en las dos primeras votaciones, con todas las fuerzas políticas, excepto CP, votando en su contra. Finalmente, al mes siguiente, CG anunció su decisión de abstenerse, lo que le permitió a Albor ser elegido para un segundo mandato el 22 de febrero, con 34 votos a favor, 26 en contra y 11 abstenciones, en la segunda vuelta de la nueva votación.
| Candidato                    | Fecha                                                     | Voto       |    |    |    |   |   | Total |
| ---------------------------- | --------------------------------------------------------- | ---------- | -- | -- | -- | - | - | ----- |
| Gerardo Fernández Albor (CP) | 16 de enero de 1986 Mayoría requerida: Absoluta (36/71)   | Sí         | 34 |    |    |   |   | 34/71 |
| Gerardo Fernández Albor (CP) | 16 de enero de 1986 Mayoría requerida: Absoluta (36/71)   | No         |    | 22 | 11 | 3 | 1 | 37/71 |
| Gerardo Fernández Albor (CP) | 16 de enero de 1986 Mayoría requerida: Absoluta (36/71)   | Abstención |    |    |    |   |   | 0/71  |
| Gerardo Fernández Albor (CP) | 17 de enero de 1986 Mayoría requerida: Simple             | Sí         | 34 |    |    |   |   | 34/71 |
| Gerardo Fernández Albor (CP) | 17 de enero de 1986 Mayoría requerida: Simple             | No         |    | 22 | 11 | 3 | 1 | 37/71 |
| Gerardo Fernández Albor (CP) | 17 de enero de 1986 Mayoría requerida: Simple             | Abstención |    |    |    |   |   | 0/71  |
| Gerardo Fernández Albor (CP) | 20 de febrero de 1986 Mayoría requerida: Absoluta (36/71) | Sí         | 33 |    |    |   |   | 33/71 |
| Gerardo Fernández Albor (CP) | 20 de febrero de 1986 Mayoría requerida: Absoluta (36/71) | No         |    | 22 |    | 3 | 1 | 26/71 |
| Gerardo Fernández Albor (CP) | 20 de febrero de 1986 Mayoría requerida: Absoluta (36/71) | Abstención |    |    | 10 |   |   | 10/71 |
| Gerardo Fernández Albor (CP) | 21 de febrero de 1986 Mayoría requerida: Simple           | Sí         | 34 |    |    |   |   | 34/71 |
| Gerardo Fernández Albor (CP) | 21 de febrero de 1986 Mayoría requerida: Simple           | No         |    | 22 |    | 3 | 1 | 26/71 |
| Gerardo Fernández Albor (CP) | 21 de febrero de 1986 Mayoría requerida: Simple           | Abstención |    |    | 11 |   |   | 11/71 |

- Faltó a la primera votación de la segunda investidura un diputado de CG

## Moción de censura contra el presidente de la Junta de Galicia
| Candidato                           | Fecha                                                        | Voto       |    |    |    | PNG-PG |   |   | Total |
| ----------------------------------- | ------------------------------------------------------------ | ---------- | -- | -- | -- | ------ | - | - | ----- |
| Fernando González Laxe (PSdeG-PSOE) | 23 de septiembre de 1987 Mayoría requerida: Absoluta (36/71) | Sí         |    | 22 | 10 | 5      | 3 |   | 40/71 |
| Fernando González Laxe (PSdeG-PSOE) | 23 de septiembre de 1987 Mayoría requerida: Absoluta (36/71) | No         | 29 |    |    |        |   |   | 29/71 |
| Fernando González Laxe (PSdeG-PSOE) | 23 de septiembre de 1987 Mayoría requerida: Absoluta (36/71) | Abstención | 1  |    |    |        |   | 1 | 2/71  |